# セベクヘテプ2世
セベクヘテプ2世（Sobekhotep II, 紀元前1750年頃?）は、古代エジプト第13王朝の13代あるいは16代ファラオ(王)。即位名はカーアンクラー（Khaankhre）。

## 概要
アビドスに築かれた礼拝堂跡から見つかったレリーフや大英博物館に保存されている花崗岩製の台座などからわずかにその名前が知られているに過ぎない。
同時代の遺物として、セベクヘテプという王の治世4年目について言及された記録が見つかっており、これがカーアンクラーのものであれば、少なくとも3年以上の、比較的安定した統治を行った可能性がある。
セベクヘテプの名前は、カーアンクラーという即位名を持つ王としてカルナックの王名表にその名が見られる。同様に、セベクヘテプの名を持つ王はトリノ王名表の第6欄15行目にも記載されている。同時代の資料からは、カーアンクラーとは別にセケムラー・クタウィ・アメンエムハト・セベクヘテプという名の王がいたことが知られており、この二人のどちらがセベクヘテプの名を持つ最初の王なのかははっきりと分かっていなかった。最近の研究では、第13王朝の最初の王としてトリノ王名表に記載されているクタウィラーという即位名は、クタウィと混同された結果誤って記載されたもので、セケムラー・クタウィ・セベクヘテプこそがセベクヘテプ1世であるという見方が強まっている。この記事では最新の資料に従い、カーアンクラー・セベクヘテプをセベクヘテプ2世として扱うが、これはあくまで便宜的なものに過ぎない